# Бадени (Валча)
Бадени (рум. Bădeni) насеље је у Румунији у округу Валча у општини Даничеј. Oпштина се налази на надморској висини од 449 m.

## Становништво
Према подацима из 2002. године у насељу је живело 214 становника, од којих су сви румунске националности.